# Carolina Petronella van Cuyck
Carolina Petronella van Cuyck (getauft 6. November 1749 in Den Haag; gestorben 7. Oktober 1813 in Ixelles/Elsene, Belgien) war eine niederländische Miniaturmalerin und Zeichnerin.

## Leben
Carolina Petronella van Cuyck wurde am 6. November 1749 in Den Haag getauft. Sie war die Tochter des Malers, Zeichners und Autors Pieter Johannes van Cuyck dem Jüngeren (1720–1787) und der Stilllebenmalerin Catharina du Bois (gest. 1776). Sie wurde in eine angesehene römisch-katholische Malerfamilie geboren. Vermutlich war sie das zweite Kind der Familie. Ein 1745 geborener Bruder war als Kleinkind gestorben. 1755 folgte eine weitere Schwester, über die nichts bekannt ist. Petronellas Vater sowie ihr Großvater, ihr Onkel und ihre Tante, alle väterlicherseits, waren Maler, Zeichner und Kupferstecher. Petronella van Cuyck wurde von ihrem Vater und ihrem Onkel Karel van Cuyck (1724–?) unterrichtet. Sie widmete sich der Miniaturmalerei von Polsterlandschaften und dem Zeichnen von Geschichten und Porträts mit Buntstift, die sie „von Zeit zu Zeit aus Liebe zur Kunst zu ihrem eigenen Vergnügen“ anfertigte.
Petronella van Cuyck fertigte neben eigenen Werken auch Kopien mit Buntstift an. Ausdrücklich wurde eine lebensgroße Kopie eines Porträts des Malers Coenraad Roepel erwähnt, welche sie für die Confrérie Pictura anfertigte. Sie half damit vermutlich einem Cousin Roepels, der der Malergilde 1776 eine solche Kopie versprochen hatte. Die leitenden Persönlichkeiten fanden das von Petronella Pictura gewidmete Porträt „in allen Teilen sehr gut und kunstvoll gezeichnet“. Die Künstlerin wurde in die Gilde eingeladen, wo sie am 25. März 1777 in Anwesenheit ihres Onkels Karel und ihrer Tante Maria van Cuyck offiziell als „Meisterin der edlen Zeichen- und Malkunst“ anerkannt und zum Ehrenmitglied ernannt wurde. Anschließend wurde ihr der Große Pictura-Orden verliehen und sie erhielt die dazugehörige Urkunde.
Petronella van Cuyck heiratete am 3. Mai 1778 in der Wallonischen Kirche in Den Haag den Anwalt Pieter de Mey (1752–1795/96). Aus dieser Ehe gingen vier Töchter und ein Sohn hervor. Vor ihrer Heirat konvertierte Petronella, die ursprünglich Katholikin war, zur reformierten Kirche. Die vier Töchter und der Sohn des Paares sollten in der Wallonischen Kirche getauft werden. Der Sohn starb als Kleinkind, während mindestens eine der Töchter das Erwachsenenalter erreichte.
Petronella van Cuyck verwaltete nach dem Tod ihres Vaters seinen Nachlass. Van Oldenbarnevelt hatte um Erlaubnis gebeten, seine Notizen über Texel veröffentlichen zu dürfen, woraufhin ihm das Ehepaar De Mey-van Cuyck die entsprechenden Notizen und „einige der ihnen gehörenden Zeichnungen“ zur Verfügung stellte. Im Jahr 1795 wurde Petronellas Ehemann zum Rat am niederländischen Hof ernannt, er starb jedoch einige Monate später. Petronella van Cuyck lebte zuletzt als Rentnerin in der Nähe von Brüssel in der Gemeinde Ixelles/Elsene. Dort verstarb sie am 7. Oktober 1813 im Alter von 63 Jahren.